# Syrphus
Syrphus is een geslacht van zweefvliegen. In Nederland komen vier Syrphus-soorten voor waarvan drie (zeer) algemeen zijn en een vrij zeldzaam is.

## Soorten
Het geslacht omvat onder andere de volgende soorten:
- Syrphus annulifemur Mutin, 1997
- Syrphus attenuatus Hine, 1922
- Syrphus currani Fluke, 1939
- Syrphus dimidiatus Macquart, 1834
- Syrphus doesburgi Goot, 1964
- Syrphus intricatus Vockeroth, 1983
- Syrphus knabi Shannon, 1916
- Syrphus laceyorum Thompson, 2000
- Syrphus monoculus (Swederus, 1787)
- Syrphus nitidifrons (Becker, 1921)
- Syrphus opinator Osten Sacken, 1877
- Syrphus octomaculatus Walker, 1837
- Syrphus rectus Osten Sacken, 1875
- Syrphus ribesii  Linnaeus, 1758
- Syrphus sexmaculatus (Zetterstedt, 1838)
- Syrphus sonorensis Vockeroth, 1983
- Syrphus torvus Osten Sacken, 1875
- Syrphus vitripennis Meigen, 1822

## Voorkomen in Nederland
De bessenbandzweefvlieg, de bosbandzweefvlieg en de kleine bandzweefvlieg komen door heel Nederland algemeen voor terwijl de onderbroken-bandzweefvlieg vrij zeldzaam is maar op enkele plaatsen op de zandgronden van de Veluwe, in Drenthe en in Utrecht algemeen voorkomt.

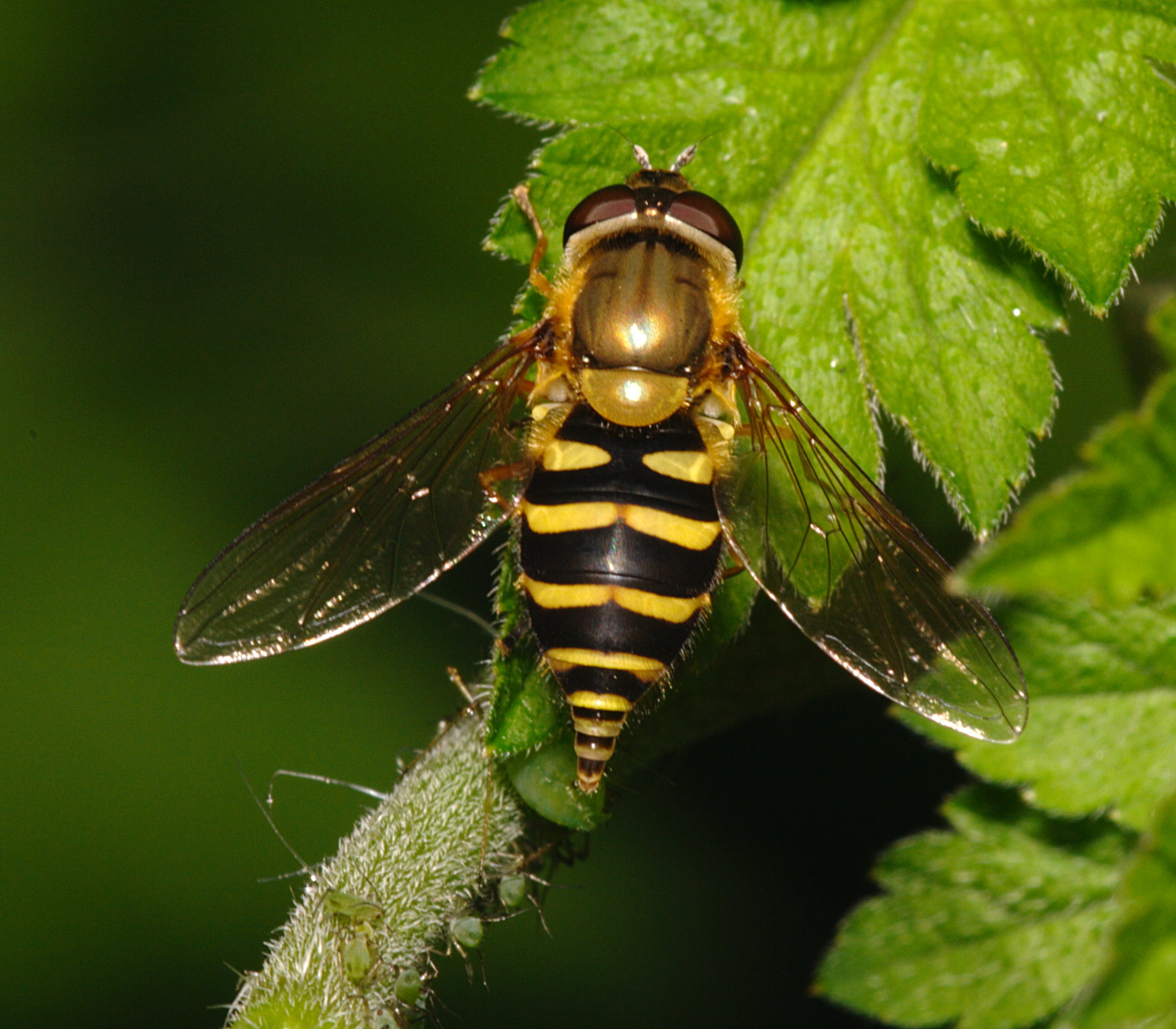
Bessenbandzweefvlieg (Syrphus ribesii)
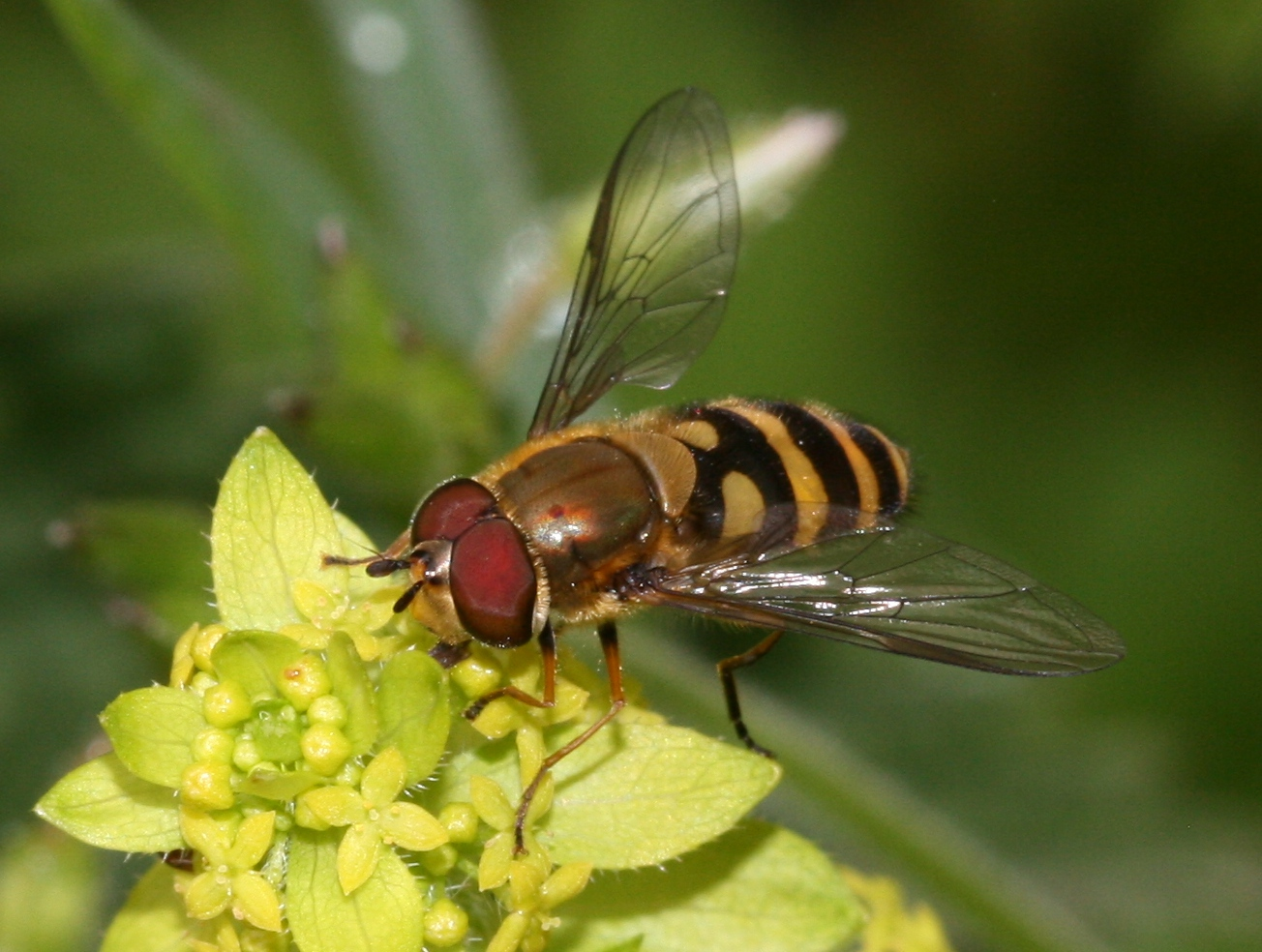
Bosbandzweefvlieg (Syrphus torvus)
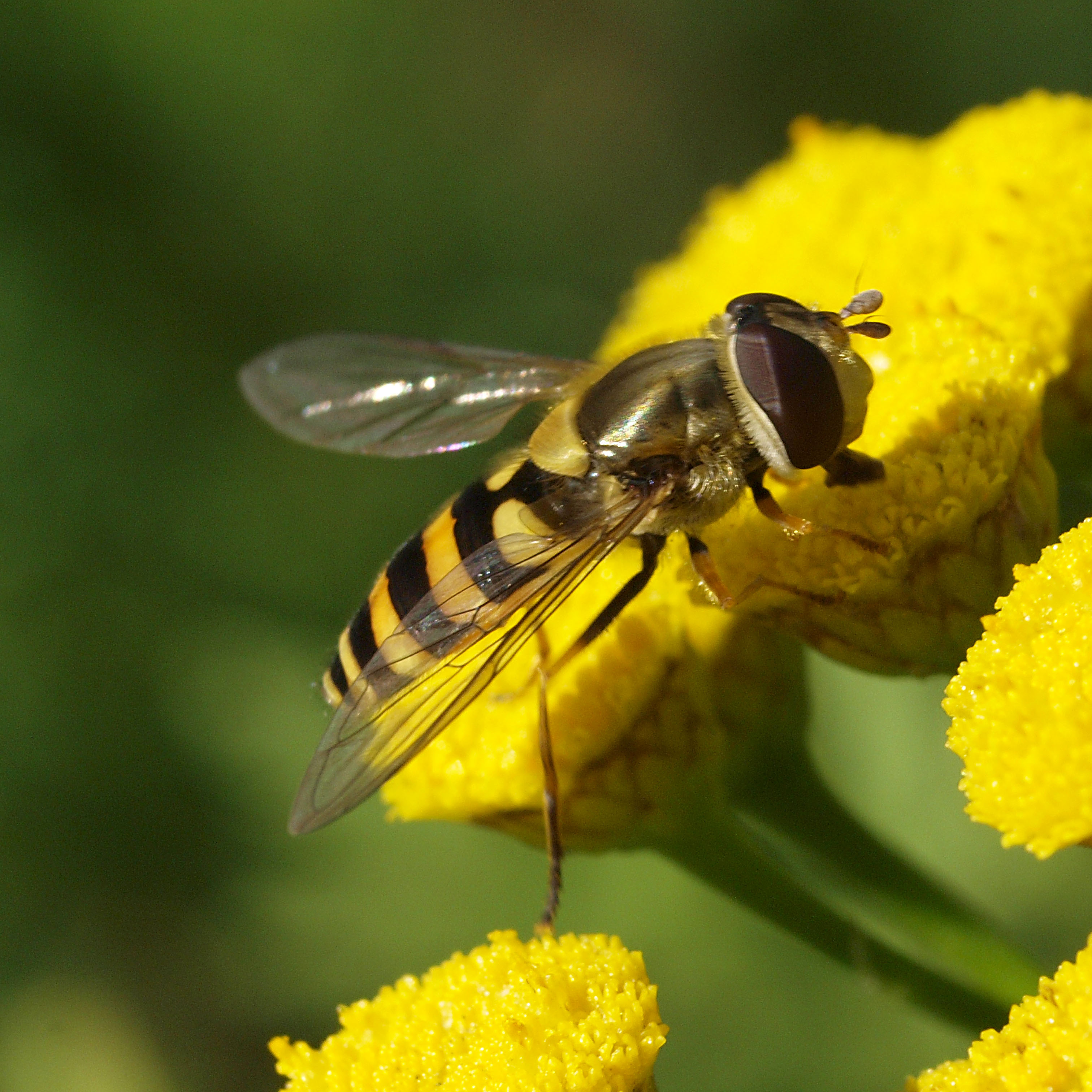
Kleine bandzweefvlieg (Syrphus vitripennis)

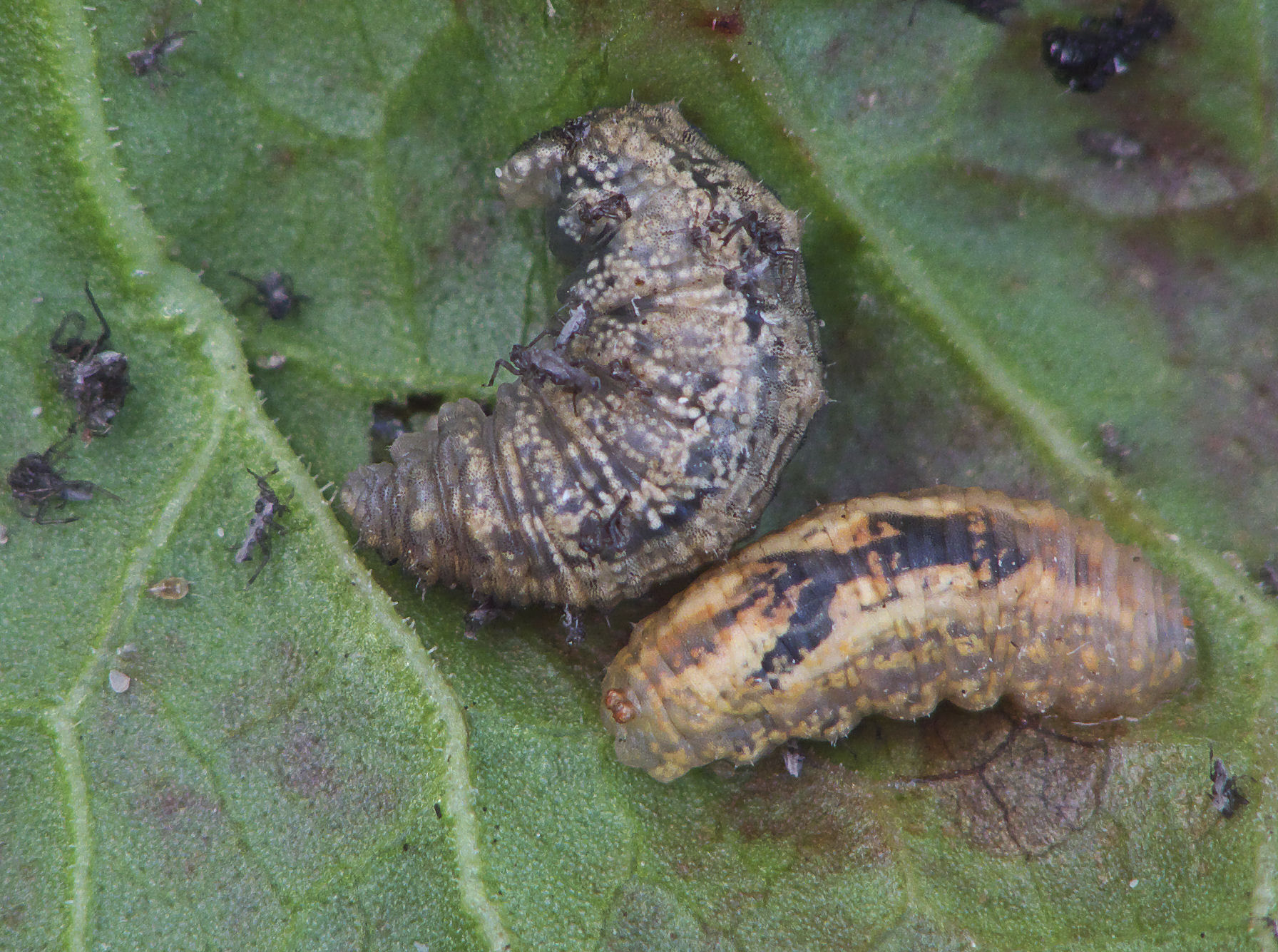
Zweefvlieglarven in een kolonie zwarte bladluizen op krulzuring